# Vertain
 Vertain  es una población y comuna francesa, en la región de Norte-Paso de Calais, departamento de Norte, en el distrito de Cambrai y cantón de Solesmes.

## Demografía
| 603 | 587 | 493 | 520 | 525 | 515 |
| Para los censos de 1962 a 1999 la población legal corresponde a la población sin duplicidades (Fuente: INSEE [Consultar]) |     |     |     |     |     |